# Robert Gundlach
Pour les articles homonymes, voir Gundlach.
Robert Gundlach, né le 7 septembre 1926 à Buffalo (New York) et mort le 18 août 2010 à Rochester (New York), est un physicien qui a amélioré les techniques de Xérographie, la version moderne du photocopieur pour Xerox Corporation (Haloid Company).

## Biographie
Il étudie à l'Université de Buffalo.
Il est introduit en 2005 au National Inventors Hall of Fame.